# Iseilema siamense
Iseilema siamense är en gräsart som beskrevs av Charles Edward Hubbard. Iseilema siamense ingår i släktet Iseilema och familjen gräs. Inga underarter finns listade i Catalogue of Life.